# STS-65
STS-65 — космический полёт Спейс Шаттла «Колумбия» в целях проведения различных медико-биологических и материаловедческих экспериментов. Эксперименты проводились в Международной микрогравитационной лаборатории IML-2 (International Microgravity Laboratory), которая располагалась в лабораторном модуле «Спейслэб» в грузовом отсеке шаттла Колумбия. В Международной микрогравитационной лаборатории IML-2 были установлены приборы шести космических агентств: США, Японии, Европы, Франции, Канады, Германии. Данный полёт стал семнадцатым для Спейс Шаттла Колумбия. Экспедиция стартовала 8 июля 1994 года из Космического центра Кеннеди в штате Флорида.

## Экипаж

### Основной
- (НАСА): Роберт Кабана (3)[1] — командир;
- (НАСА): Джеймс Холселл (1) — пилот;
- (НАСА): Ричард Хиб (3) — специалист по программе полёта 1, командир полезной нагрузки;
- (НАСА): Карл Уолз (2) — специалист по программе полёта 2;
- (НАСА): Лерой Чиао (1) — специалист по программе полёта 3;
- (НАСА): Доналд Томас (1) — специалист по программе полёта 4;
- (NASDA): Тиаки Мукаи (1) — специалист по полезной нагрузке.

### Дублёр
- (CNES): Жан-Жак Фавье (0) — специалист по полезной нагрузке

## Параметры полёта
- Масса:
  - Стартовая при запуске: кг
  - Полезной нагрузки: 10 811 кг
- Перигей: 300 км
- Апогей: 304 км
- Угол наклона: 28,4°
- Период вращения: 90,5 мин